# Ion Ursu
Ion Ursu (n. 5 noiembrie 1948, satul Ulmu, raionul Hîncești) este un general din Republica Moldova, care a deținut funcția de Director al Serviciului de Informații și Securitate al Republicii Moldova (2001-2007).

## Biografie
Ion Ursu s-a născut la data de 5 noiembrie 1948 în satul Ulmu din raionul Hîncești. A absolvit cursurile Institutului Politehnic din Chișinău și apoi pe cele ale Școlii Superioare a Comitetului Securității de Stat al URSS.
A lucrat în cadrul Comitetului Securității de Stat (ulterior – Ministerul Securității Naționale, Serviciul de Informații și Securitate), deținând pe rând funcțiile de șef de secție, șef de direcție, șef de departament, prim-viceministru, director-adjunct. În calitate de angajat al organelor de securitate ale Republicii Moldova, Ion Ursu a contribuit la instituirea, consolidarea și reformarea structurilor naționale ale securității statului. El și-a adus aportul la elaborarea unui șir de proiecte de legi adoptate de Parlamentul Republicii Moldova și a altor acte normative specifice domeniului de apărare și securitate națională. A organizat și a participat la o serie de seminare, conferințe, dezbateri, întruniri internaționale pe aceste probleme.
La data de 21 decembrie 2001, prin Hotărârea Parlamentului Republicii Moldova nr. 744, Ion Ursu a fost numit în funcția de Director al Serviciului de Informații și Securitate al Republicii Moldova. La 30 martie 2005, prin decret al Președintelui Republicii Moldova, i-a fost conferit gradul militar de general de divizie.
La data de 15 octombrie 2007, prin Decretul prezidențial nr. 1374-IV, generalul de divizie Ion Ursu a fost eliberat la cerere din funcția de director al Serviciului de Informații și Securitate (SIS) al Republicii Moldova și trecut în rezervă. În cererea înaintată, el a declarat că a atins vârsta de pensionare pentru militari. La puține zile, el a fost numit ca Ambasador Extraordinar și Plenipotențiar al Republicii Moldova în Republica Elenă. Cu ocazia prezentării succesorului său, Artur Reșetnicov, la 1 noiembrie 2007, președintele Vladimir Voronin l-a decorat cu cea mai înaltă distincție militară - Ordinul "Ștefan cel Mare", pentru "merite deosebite în asigurarea securității statului, pentru serviciu ireproșabil și înalt profesionalism".
Cu acest prilej, președintele Voronin i-a elogiat activitatea astfel: Apreciem înalt activitatea domnului Ion Ursu în calitate de șef al SIS. Pentru merite față de republică, el a fost decorat cu cea mai înaltă distincție militară - ordinul "Ștefan cel Mare". Cred că în noua sa activitate el se va manifesta în modul cel mai reușit.
Este căsătorit și are doi copii.